# 刘世藩
刘世藩（1913年—1997年），内蒙古包头人，中国民主同盟盟员，中国运动生物力学专家、中国首批国家级足球裁判、天津体育学院教授、足球运动员、足球教练，初就读于南开大学，后随校一部迁往陕西，毕业于国立西北联合大学物理系。
曾任全国运动生物力学会常委、中国物理学会河北分会理事长、中国足球协会委员、天津足球协会副主席、天津体育科学学会理事、运动生物力学学会主任委员。

## 生平
1913年出生于今内蒙古包头市土右旗萨拉齐镇苏波盖村，1922年启蒙于本村刘惠士的私塾。
考入南开大学物理系，因其酷爱足球，被张伯苓选入南开大学足球队，1939年毕业于西北联大物理系。
毕业后于蜀光中学任体育教师，也曾在武汉体育专科学校和河北师范学院任教。解放新中国成立后，在河北工学院担任物理系主任。
1951年任天津足球队球队指导（主教练）以及华北足球队主教练，分别获得1951年华北区足球比赛大会亚军及1951年全国足球比赛大会第四名，是新中国成立以后天津足球队的首任真正意义上的主教练。
1979年任天津体育学院运动生物力学教授、硕士生导师。
1985年荣获国家体委授予的全国先进体育工作者称号，1992年享受国务院政府特殊津贴。
1997年，逝世于天津。

## 裁判经历
- 1951年全国足球比赛大会
- 1955年全国大中城市足球分区锦标赛天津赛区
- 1957年十二单位青年足球锦标赛
- 1959年第一届全国运动会足球比赛